# Куликовка Первая
Кулико́вка Пе́рвая (Куликовка 1-я, Пе́рвая Кулико́вка, 1-я Кулико́вка) — деревня в Лебедянском районе Липецкой области России. Входит в состав Куликовского сельсовета.

## Топоним
Прежнее название  Куликовка и связано, по версии краеведов,с фамилией Куликов. Прилагательное Первая связано с названием и историей села Вторая Куликовка, разделившиеся в XIX веке. По переписи 1926 года значились вместе как Куликовка 1-я и Куликовка 2-я и имели другое, общее название — Сенчево.

## География
Деревня находится на севере центральной части Липецкой области, в лесостепной зоне, в пределах северо-восточных отрогов Среднерусской возвышенности, на левом берегу реки Дон.

### Климат
Климат характеризуются как умеренно континентальный, с умеренно холодной продолжительной зимой и тёплым летом. Среднегодовая температура воздуха составляет 4,5 °С. Средняя температура воздуха самого холодного месяца (января) — −9,5 °C; самого тёплого месяца (июля) — 19,5 °C. Среднегодовое количество атмосферных осадков составляет 500 мм, из которых около 65 — 70 % выпадает в тёплый период. Преобладающими ветрами являются юго-западный, западный и северо-западный.

## История
Известна с XVIII века. В 1782 года была селом с церковью. 
В 1862 году казённая и владельческая деревня Куликовка, обладающая двумя мельницами и относящаяся к первому стану Лебедянского уезда, состояла из 37 дворов, в них проживали 439 человек. Позднее появилось разделение поселения на 1-ю и 2-ю Куликовки. Обе деревни относились к приходу села Большое Попово.
В начале XX века в сельце Куликовка располагалось родовое имение из 138 десятин земли, которым владел потомственный дворянин, отставной капитан Леонид Емельянов.

## Население
| 2010 |
| ---- |
| 19   |

### Национальный состав
Согласно результатам переписи 2002 года, в национальной структуре населения русские составляли 100 % из 20 чел.

## Инфраструктура
Личное подсобное хозяйство с зоной сельскохозяйственного использования, индивидуальная застройка усадебного типа.
Основа экономики — сельское хозяйство.

## Транспорт
Деревня доступна автотранспортом. Остановка общественного транспорта «Первая Куликовка» при въезде в деревню.